# Catherine Langford
Catherine Langford è un personaggio di finzione del film Stargate e della serie televisiva Stargate SG1.

## Biografia
Catherine è l'unica figlia del famoso professor Langford, un pioniere dell'archeologia moderna esperto in egittologia, che grazie alle conferenze e agli studi può permettersi uno stile di vita signorile.
Nel 1928, quando è ancora una bambina, si reca con il padre nel deserto di Giza, in Egitto, dove è appena stato scoperto un enorme coperchio di pietra e, sotto di esso, uno strano anello dalle grandi proporzioni su cui sono incisi numerosi geroglifici mai rinvenuti prima. L'anello risulta peraltro composto di un minerale che sulla Terra non esiste. Sotto questo reperto così insolito sono a loro volta sepolti degli spaventosi esseri con il corpo umano e la testa di fattezze animali. Durante questa visita, la ragazza ruba un amuleto dorato raffigurante l'Occhio di Ra, il dio egizio del Sole, che nel corso di tutta la vita riterrà un grande portafortuna. Nel 1939, dopo essere stato attentamente catalogato, l'intero materiale viene portato negli Stati Uniti d'America a bordo della nave Achille sia per scopi di ricerca che di tipo militare, poiché vi è il rischio che susciti l'interesse del Terzo Reich hitleriano, da cui potrebbe essere usato come arma.
Negli anni quaranta, appena diplomatasi con lode al liceo classico, Catherine vive una timida ma intensa storia con l'affascinante e brillante dottor Ernest Littlefield, a cui spesso e volentieri fornisce utili consigli nello studio del misterioso anello egizio. Nel 1945, però, la squadra di analisti scopre in gran segreto il meccanismo di attivazione del dispositivo: sicuro che si tratti di un portale di qualche genere e che l'orizzonte degli eventi sia fatto di acqua, Ernest lo varca indossando una tuta da sub e un tubo per l'aria, ma subito dopo il passaggio si richiude e lo sfortunato viaggiatore viene ritenuto morto. Il professor Langford informa dunque la figlia che il suo amato è morto in un incidente in laboratorio, nascondendole abilmente il fatto che Ernest abbia preferito i rischi della carriera a una vita tranquilla e felice con lei.
Nei decenni successivi, superato il dolore iniziale, Catherine consegue brillantemente la laurea in scienze e archeologia, e complice il ritiro a vita privata del padre, eredita la guida del progetto segreto e con grande acume e dedizione avvia una campagna atta a ottenere i finanziamenti e le garanzie istituzionali necessari perché gli accertamenti su che cosa sia il dispositivo portino i loro frutti. Nel 1969, mentre vive a New York, riceve una vista piuttosto inconsueta da parte di Daniel Jackson e Samantha Carter, due giovani scienziati provenienti dal futuro, dagli anni novanta, e che nel corso di un involontario viaggio nel tempo si sono ritrovati in quel periodo della storia. I due, che le si presentano sotto mentite spoglie per non correre il rischio di alterare il futuro rivelandole anche la minima informazione, le chiedono informazioni su dove sia custodito l'anello segreto, e apprendono che viene custodito a Washington.
In seguito, negli anni novanta, finalmente ottenuti gli appoggi e i finanziamenti necessari da parte del governo, il dottor Langford mette insieme una squadra di esperti scienziati e storici, tra i quali figurano proprio il capitano Samantha Carter, grande esperta di astrofisica, e i dottori Barbara Shore e Gary Meyers, con i quali giunge a un passo dallo svelamento di tutti segreti del reperto di suo padre. Nel 1994 conosce il dottor Daniel Jackson, un intelligente ma squattrinato archeologo deriso dalla maggior parte del mondo accademico, e gli offre l'opportunità di studiare l'anello nel tentativo di dimostrare i fondamenti delle sue insolite teorie.
A sorpresa, però, il progetto passa direttamente sotto il controllo militare del generale West e del colonnello Jack O'Neill, grandi ufficiali dell'Aeronautica militare, in quanto i servizi segreti e la Casa Bianca temono che si tratti di un'arma capace di compromettere la sicurezza nazionale. Anche se i nuovi dirigenti gli impediscono l'accesso al più delle informazioni legate al programma, in sole due settimane Daniel decifra i simboli, dimostrando che si trattano di costellazioni stellari, e che l'anello altro non è che un mezzo per viaggiare nello spazio. Lo chiama dunque Stargate, la Porta delle Stelle. Una sonda militare meccanizzata che viene inviata al di là della porta comunica di essere giunta su di un remoto pianeta alieno simile alla Terra, e una squadra comandata da O'Neill e di cui fa parte lo stesso Daniel si reca sul posto, imbattendosi nel terribile Ra, un alieno appartenente alla specie dei Goa'uld, che da migliaia di anni si spaccia per il dio egizio del Sole dominando su di una popolazione discendente da coloni egizi trasferiti in massa con lo Stargate affinché lo servissero come sudditi e schiavi.
Dopo aver udito i rapporti del colonnello, che ha fermato il malefico essere prima che distruggesse la Terra per mezzo di una bomba nucleare potenziata nel timore di essere sconfitto, Catherine si ritira a vita privata con la convinzione che sia tutto finito. Tuttavia, poco tempo dopo un altro membro della razza di Ra, Apophis, raggiunge la Terra per mezzo dello Stargate, e il comando della base comprende che l'alieno proviene non da Abydos, il pianeta di Ra, ma da un mondo diverso. Lo Stargate sarebbe dunque un ponte tra la Terra e l'intera Galassia, usato dai Signori del Sistema dei Goa'uld per spargere gli antichi popoli della Terra nell'universo per poterli usare come servitori.
Nel 1997, Daniel, tornato sulla Terra per riprendere il suo posto al Programma Stargate, scopre negli archivi una serie dettagliata di filmati e di documenti risalenti al 1945 che svelano la verità sulla fine di Ernest Littlefield. Viene ritrovato il codice del pianeta su cui è approdato, Helipolis, e si deduce la possibilità, anche se minima, che sia sopravvissuto. Catherine ne viene informata immediatamente, e insieme a Jack O'Neill, Daniel, Samantha Carter e a Teal'c, raggiunge il pianeta di Ernest, dove ha la fortuna di trovarlo ancora vivo anche se visibilmente provato da ben cinquantadue anni di completa solitudine.
Tornati insieme sulla Terra, i due possono finalmente vivere insieme la loro vecchiaia.
Successivamente, nel corso di una missione su di un pianeta ormai in rovina a seguito di un attacco dei Signori del Sistema dei Goa'uld, Daniel utilizza senza saperlo un dispositivo che lo proietta in un universo parallelo, una forma differente della realtà in cui il corso della storia ha avuto un corso nettamente differente: la Terra che incontra sta cadendo sotto l'inarrestabile attacco del signore della guerra Apophis, desideroso di distruggere il pianeta d'origine di chi ha provocato la morte di Ra e la conseguente lotta intestina tra i più potenti Goa'uld per ereditarne il regno stellare e il potere. In questo corso degli eventi così drammatico, Catherine collabora ancora attivamente al Programma Stargate senza essersi mai ricongiunta a Ernest, che continua a credere morto.
Con il suo aiuto, Daniel riesce a tornare nella propria realtà e a organizzare un'adeguata difesa da Apophis e da suo figlio Klorel, ormai prossimi a un attacco agli umani, da cui si sentono minacciati dalla morte di Ra.
In seguito alla propria morte, Catherine lascia la propria collezione di documenti e manufatti, tra cui l'affezionato Occhio di Ra, allo stimato Daniel, che negli anni ha imparato ad amare come un figlio.